# René Kollo
René Kollo, nascut, René Viktor Kollodzieyski (Berlín, 20 de novembre, 1937), és un cantant d'òpera (tenor) alemany que va ser especialment conegut pels seus papers a les òperes de Wagner.

## Vida i obra
Família

René Kollo prové d'una dinastia musical de Berlín. Va néixer a Berlín com a fill del compositor Willi Kollo, que venia de Königsberg, i de la seva dona Marielouise, de soltera Herting. El seu avi era el compositor Walter Kollo. La seva filla Nathalie Kollo, que també va iniciar una carrera musical, prové del seu matrimoni amb la cantant pop danesa Dorthe Kollo, que va durar entre 1967 i 1977. Del 1982 al 2006, René Kollo va estar casat amb la ballarina Béatrice Bouquet, amb qui va tenir tres fills.
Educació i carrera

Després de la guerra, Kollo va assistir a l'internat Carl Hunnius a Wyk auf Föhr. Després de graduar-se a l'escola de Föhr, va assistir a una escola de fotografia a Hamburg. Es va interessar per la música i la direcció des de petit. Tanmateix, només va començar a fer música ell mateix a mitjans dels anys cinquanta. De formació autodidacta, Kollo tocava la bateria, el contrabaix i la guitarra. Va actuar en locals de jazz, habituals a l'època. Al mateix temps, va prendre classes d'actuació amb Else Bongers a Berlín. Per tal d'entrenar la seva veu per a papers musicals, va prendre classes de formació de veu amb la cantant d'òpera Elsa Varena. Kollo volia ser actor, però va començar a cantar durant la seva formació als anys 50 i inicialment es va convertir en un cantant de pop. Es va donar a conèixer a través de la discogràfica Polydor amb la versió alemanya de Hello Mary Lou (original: Ricky Nelson). Amb aquest segell va aconseguir un èxit respectable el 1961 amb In the End It Will Be Love. Va cantar els dos èxits a la pel·lícula de 1961 So liebt und küßt man in Tirol, en la qual també va tenir un petit paper secundari com a cambrer.
L'any 1962 va cantar sobre el senzill Das A und O/Du Casanova, du, amb Monika Grimm René Kollo va ocupar el quart lloc al Festival Schlager alemany de 1963 amb la cançó My great love lives in a small town. El 1964 i el 1965, el cantant va participar en les decisions preliminars alemanyes per al Festival d'Eurovisió amb les cançons Gone with the Wind i All Happiness in this World.
Kollo va començar la seva carrera com a cantant d'òpera l'any 1965 al Teatre Estatal de Braunschweig sota la direcció de Hellmuth Matiasek. De 1967 a 1971 va ser primer tenor a la "Deutsche Oper am Rhein Düsseldorf-Duisburg" i va cantar papers principals en òperes de Mozart, Verdi, Puccini i Janáček. L'any 1975 va cantar la cançó per a la loteria de televisió ARD "The Very Great Luck". El 1986 va ser director d'escena de Parsifal a Darmstadt. A banda d'això, Kollo també es va mantenir fidel a la música lleugera. Així que l'any 1986 va gravar un disc amb cançons d'Udo Jürgens: La música va ser el meu primer amor.
Des de 1996 va treballar com a director del "Metropol-Theater" (Berlin-Mitte). L'any 1997, però, el teatre estava tan endeutat que es va haver de tancar. Des de llavors, Kollo, els empleats i el govern municipal han estat discutint sobre qui era el responsable de la fallida.
Com a cantant d'òpera, René Kollo ha aparegut a tots els grans teatres d'òpera del món, ha cantat als festivals de Bayreuth i Salzburg i regularment a la Deutsche Oper Berlin i l'Òpera Estatal de Baviera de Munic. Després d'anys d'èxit com a tenor heroic, especialment en papers wagnerians, i nombrosos enregistraments, es va retirar de la primera línia d'activitat de tenor l'any 2000 i des de llavors ha actuat en els papers de personatges secundaris.
A més de nombrosos enregistraments d'opereta i òpera amb directors famosos, també ha editat un CD amb cançons i àries en col·laboració amb James Last. El 1989 van donar dos concerts junts a la Semperoper de Dresden.
El 22 de juny de 2016 Kollo es va estrenar al Renaissance Theatre (Berlín) amb la peça Quartetto de Ronald Harwood. La peça tracta sobre quatre antigues estrelles de l'òpera en una residència de jubilats. En aquesta actuació de Berlín, quatre cantants d'òpera "reals" van actuar per primera vegada en lloc d'actors normals.
Kollo és el patró del musical Ludwig a Füssen i va assumir el paper de l'home de l'ombra durant quatre actuacions allà l'estiu del 2016. L'any 2012, Kollo va ser condemnat a 15 mesos de llibertat condicional per evasió fiscal de 80.000 euros.
Kollo també es va mantenir actiu en el camp de la música pop, de manera que el 2021 va cantar una versió alemanya de la Fira de Scarborough de Simon and Garfunkel en un duet amb Art Garfunkel Jr. al seu àlbum de cançons del seu pare.

## Activitat com a autor
L'afició de Kollo és estudiar història. No només va escriure sobre la seva pròpia vida, sinó que també va escriure un llibre sobre la història d'Alemanya el 2010. Kollo s'ha fet un nom en particular com a autor de novel·les policials en un entorn artístic (Els assassinats del petit Tannhäuser). L'any 2012, es va estrenar una breu novel·la policial que succeeix al teatre de Hagen.

## Premis
- 1991: Premi DIVA
- 1979: Creu Federal del Mèrit amb Banda
- 1994: Creu Federal al Mèrit 1a Classe
- 2007: Membre honorari del European Cultural Workshop - EKW
- 2019: Premi austríac de teatre musical a la seva trajectòria

## Enregistraments (selecció)
- Richard Strauss: Die Frau ohne Schatten (La dona sense ombra). L'Emperador: René Kollo, L'emperadriu: Cheryl Studer, La infermera: Hanna Schwarz, El missatger espiritual: Andreas Schmidt, Barak, el tintoridor: Alfred Muff, El tintoridor: Ute Vinzing, El borni: Jan Hendrik Rootering, El One-Armed Man: Kurt Rydl, The Hunchback: Kenneth Garrison, The Guardians: Andreas Schmidt/Jan Hendrik Rootering/Kurt Rydl, Director: Wolfgang Sawallisch, Bavarian Radio Choir, Tölzer Boys' Choir, Bavarian Radio Symphony Orchestra (Enregistrat a la Herkulessa Munich - EMI 1987), Primera gravació completa

Enregistraments totals

- Eugen d’Albert: Tiefland (Pedro); Marek Janowski; ACANTA
- Ludwig van Beethoven: Fidelio (Florestan). Leonard Bernstein; DGG
- Erich Wolfgang Korngold: Die tote Stadt (Paul); Erich Leinsdorf; RCA
- Franz Lehar: Die lustige Witwe (Danilo); Herbert von Karajan; DGG
- Bedrich Smetana: Die verkaufte Braut (Hans); Jaroslav Krombholz; EURODISC
- Johann Strauss: Die Fledermaus (Alfred); Carlos Kleiber; DGG
- Richard Strauss: Ariadne auf Naxos (Bacchus); Georg Solti; DECCA
- Richard Strauss: Die Frau ohne Schatten; Wolfgang Sawallisch
- Richard Wagner: Tannhäuser (Titelpartie); Dirigent: Georg Solti; DECCA
- Richard Wagner: Die Meistersinger von Nürnberg (Stolzing); Georg Solti; DECCA
- Richard Wagner: Die Meistersinger von Nürnberg (Stolzing); Herbert von Karajan; WARNER
- Richard Wagner: Der fliegende Holländer (Erik); Georg Solti; DECCA
- Richard Wagner: Parsifal (Titelpartie); Georg Solti; DECCA
- Richard Wagner: Parsifal (Titelpartie); Herbert Kegel; BRILLIANT
- Richard Wagner: Tristan und Isolde (Tristan); Carlos Kleiber; DGG
- Richard Wagner: Tristan und Isolde (Tristan); Daniel Barenboim; Teldec
- Richard Wagner: Siegfried (Titelpartie); Marek Janowski; SONY
- Richard Wagner: Rienzi (Titelpartie); Heinrich Hollreiser; WARNER
- Carl Maria von Weber: Der Freischütz (Max); Rafael Kubelik; DGG

Enregistraments de televisió

- Fidelio (com a Florestan), amb Gundula Janowitz (Leonore), Lucia Popp (Marzelline), Manfred Jungwirth (Rocco), Hans Sotin (Don Pizarro), Adolf Dallapozza (Jaquino), director: Otto Schenk, director: Leonard Bernstein, Filharmònica de Viena , 1978[7]

## Treballs literaris
- 2004: Die Kunst, das Leben und alles andere ...  Henschel-Verlag, Berlín, ISBN 3-89487-470-8. (autobiografia)
- 2010: Ein Kaiserschmarrn, Deutschland und die Habsburger. Lau-Verlag, Reinbek, ISBN 3-941400-31-2.
- 2011: Die Morde des kleinen Tannhäuser. Lau-Verlag, Reinbek, ISBN 978-3-941400-32-0.
- 2012: Große Oper Hagen, a: Calendari de la mort. Murder on Hellweg VI, Grafit Verlag, Dortmund, ISBN 978-3-89425-409-4.
- 2014: Richard Wagner... dem Vogel, der heut sang... Lau-Verlag, Reinbek, ISBN 978-3-95768-139-3.
- 2016: Mein Leben und die Musik. Lau-Verlag, Reinbek, ISBN 978-3-95768-183-6.